# Pál Titkos
Pál Titkos (Kelenvölgy, 8 de janeiro de 1908 - 9 de outubro de 1988) foi um futebolista e treinador húngaro. 

## Carreira
Pál Titkos fez parte do elenco da Seleção Húngara de Futebol da Copa do Mundo de 1938. Ele treinou o Egito entre 1958-1961, na época da República Árabe Unida, ganhando uma Copa das Nações Africanas.

## Ligações Externas
- Perfil em Fifa.com (em inglês)